# Meister von Farneto
Als Meister von Farneto (it. Maestro del Farneto) wird ein Maler bezeichnet, der am Ende des 13. Jahrhunderts in Italien in  Umbrien wirkte. Der namentlich nicht bekannte Künstler erhielt seinen Notnamen nach seinem Tafelbild einer Madonna mit Kind, umgeben von Szenen der Passion Christi. Es stammt aus dem Kloster Farneto bei Perugia und entstand um 1290. 
Das Werk des Meisters von Farneto gehört zu den ersten Arbeiten bedeutender umbrischer Maler. Die Malerei in dieser Region hatte in der Mitte des 13. Jahrhunderts entscheidende Impulse erhalten, als bei der Ausmalung der Kirchen in Assisi römische Maler beteiligt waren. Beim Franziskusmeister, der die Unterkirche dort ausmalte, herrscht ein Blau-Gold-Kontrast vor und Anklänge an Giotto sind zu erkennen. In den Bildern des Meisters von Farneto dagegen herrscht Grün-Rot vor und er ist noch stärker von Giotto beeinflusst. Er lehnt sich mehr an die Maler der Oberkirche von Assisi an. In seiner Arbeit ist ein starker Anklang an Cimabue zu erkennen.
Das Altarbild des Meisters von Farneto wird heute in der Galleria Nazionale dell’Umbria ausgestellt. Dieses Museum befindet sich in Perugia im Palazzo dei Priori. Fresken im Sala dei Notari in diesem Gebäude stammen eventuell ebenfalls vom Meister von Farneto. Im Kloster Farneto findet sich heute eine Kopie des Altarbildes.